# Gračac
Gračac (italsky Graciaz) je vesnice a opčina v Chorvatsku v Zadarské župě. Nachází se asi 22 km severozápadně od Obrovace a asi 59 km severozápadně od Zadaru. V roce 2011 žilo v Gračaci 3 063 obyvatel, v celé občině pak 4 690 obyvatel.
Gračac je nejvýchodnější opčinou Zadarské župy, a se svou rozlohou 957,19 km² největší opčinou Zadarské župy i celého Chorvatska.

## Geografie

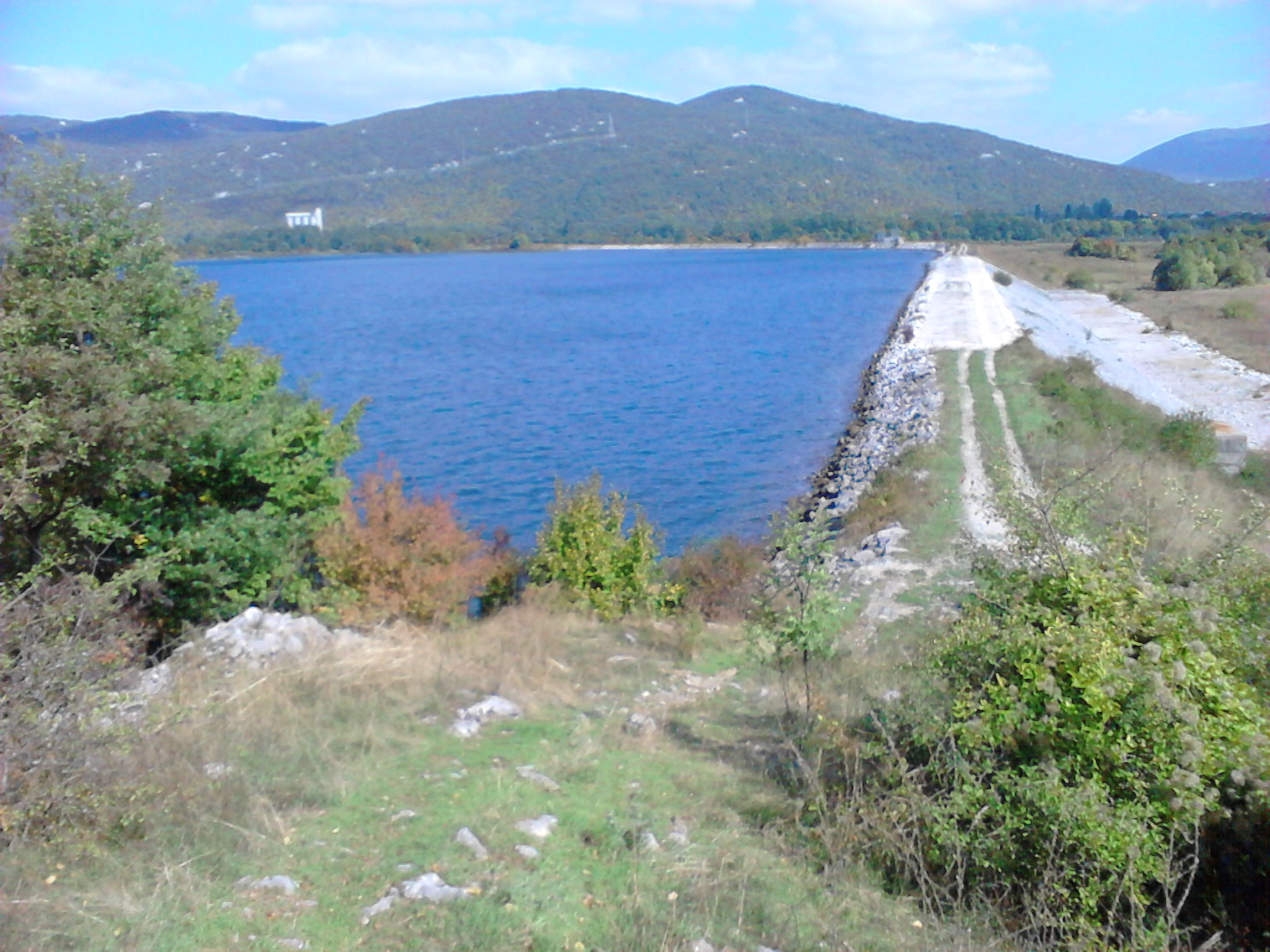
Jezero Štikada u Gračace

Vesnice se nachází v údolí pod pohořím Velebit. U vesnice se nacházejí vrchy Vrh bukovi (830 m) a Kita Gačešina (1 227 m), nachází se zde i jeden z nejvyšších vrcholů Velebitu, Crnopac (1 402 m). U Gračace se vlévá řeka Ričica do bezodtokého jezera Štikada. Samotným Gračacem procházejí potoky Bašinica, Otuča a Žižinka.

## Obyvatelstvo

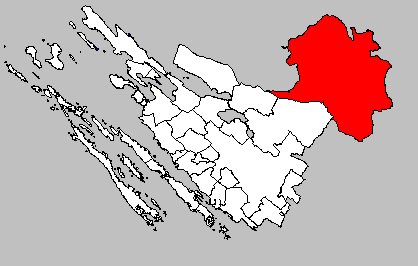
Opčina (červeně) na mapě Zadarské župy

Počet obyvatel celé opčiny pravidelně klesá již od roku 1961, kdy zde žilo 17 586 obyvatel, převážně srbské národnosti. Nejvyšší úbytek obyvatel byl zaznamenán mezi lety 1991 a 2001 během chorvatské války o nezávislost, kdy zde z původních 10 434 obyvatel na 3 923 obyvatel. Během této doby se ve vesnici drasticky snížila početnost Srbů, ale přibyli Chorvati, kteří zde předtím byli pouze menšinovou národností. Mezi lety 2001 a 2011 počet obyvatel stoupl z 3 923 obyvatel na 4 690, přičemž zde přibyli Chorvati i Srbové, ale Srbové se již nestali znovu většinovou národností.
V opčině se nachází celkem 39 vesnic. Naprostou většinu z nich tvoří velice malé vesničky, jejichž počet obyvatel někdy nepřesahuje ani 10 obyvatel (vesnice Duboki Dol je dokonce opuštěná). Největšími a jedinými obcemi, ve kterých žije více než 100 obyvatel, jsou středisko opčiny Gračac s 3 063 obyvateli, a vesnice Srb s 472 obyvateli. Mezi vesnice, které přesahují alespoň 50 obyvatel, patří Bruvno (91 obyvatel), Neteka (87 obyvatel), Grab (78 obyvatel), Deringaj (77 obyvatel), Begluci (61 obyvatel), Kijani (56 obyvatel) a Donja Suvaja (53 obyvatel).
- Begluci - 61 obyvatel
- Brotnja - 47 obyvatel
- Bruvno - 92 obyvatel
- Cerovac - 3 obyvatelé
- Dabašnica - 3 obyvatelé
- Deringaj - 77 obyvatel
- Donja Suvaja - 53 obyvatel
- Drenovac Osredački - 12 obyvatel
- Duboki Dol - 0 obyvatel
- Dugopolje - 20 obyvatel
- Glogovo - 11 obyvatel
- Gornja Suvaja - 36 obyvatel
- Grab - 78 obyvatel
- Gračac - 3 063 obyvatel
- Gubavčevo Polje - 3 obyvatelé
- Kaldrma - 31 obyvatel
- Kijani - 56 obyvatel
- Kom - 34 obyvatel
- Kunovac Kupirovački - 37 obyvatel
- Kupirovo - 46 obyvatel
- Mazin - 47 obyvatel
- Nadvrelo - 1 obyvatel
- Neteka - 87 obyvatel
- Omsica - 12 obyvatel
- Osredci - 42 obyvatel
- Otrić - 15 obyvatel
- Palanka - 19 obyvatel
- Pribudić - 5 obyvatel
- Prljevo - 7 obyvatel
- Rastičevo - 4 obyvatelé
- Rudopolje Bruvanjsko - 31 obyvatel
- Srb - 472 obyvatel
- Tiškovac Lički - 15 obyvatel
- Tomingaj - 26 obyvatel
- Velika Popina - 71 obyvatel
- Vučipolje - 1 obyvatel
- Zaklopac - 23 obyvatel
- Zrmanja - 21 obyvatel
- Zrmanja Vrelo - 28 obyvatel

## Doprava
Doprava je v Gračaci poměrně rozvinutá; vesnicí procházejí silnice D1, D27 a D50, které tvoří její částečný silniční obchvat; nedaleko Gračace také prochází dálnice A1.